# Megastethodon nummus
Megastethodon nummus är en insektsart som beskrevs av Jacobi 1921. Megastethodon nummus ingår i släktet Megastethodon och familjen spottstritar. Inga underarter finns listade i Catalogue of Life.